# Cadete Pastor Pando
Cadete Pastor Pando es una localidad paraguaya del departamento de Presidente Hayes, ubicada a orillas del Río Confuso, en el kilómetro 164 de la ruta nacional PY12 "Vicepresidente Sánchez", a unos 205 km de Asunción.

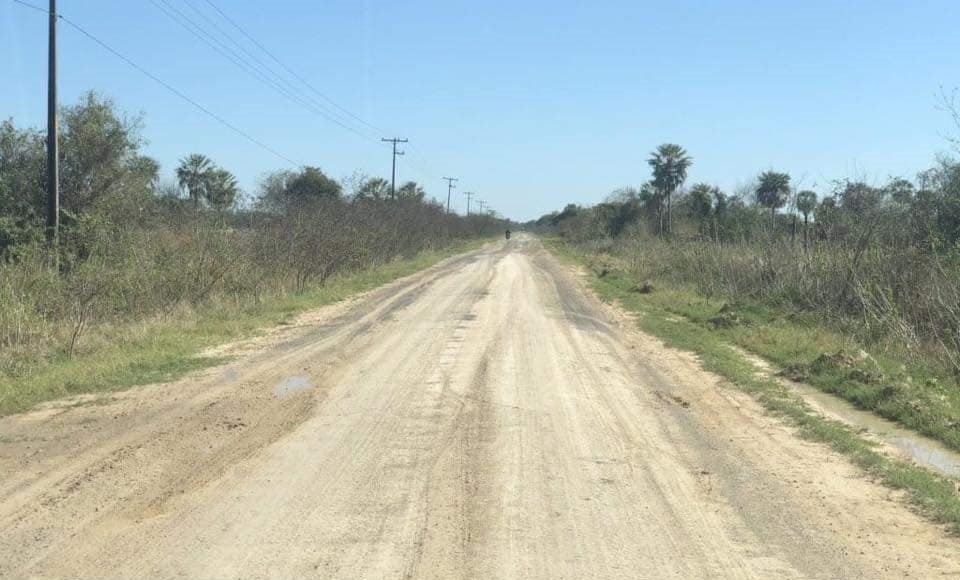
Ruta PY12 camino a Cadete Pastor Pando.

Administrativamente forma parte y depende del municipio de General Bruguez, ubicado a unos 47 kilómetros de distancia, en la frontera con la provincia de Formosa, Argentina.
Actualmente el lugar se encuentra escasamente poblado, contando con unos 800 habitantes aproximadamente.

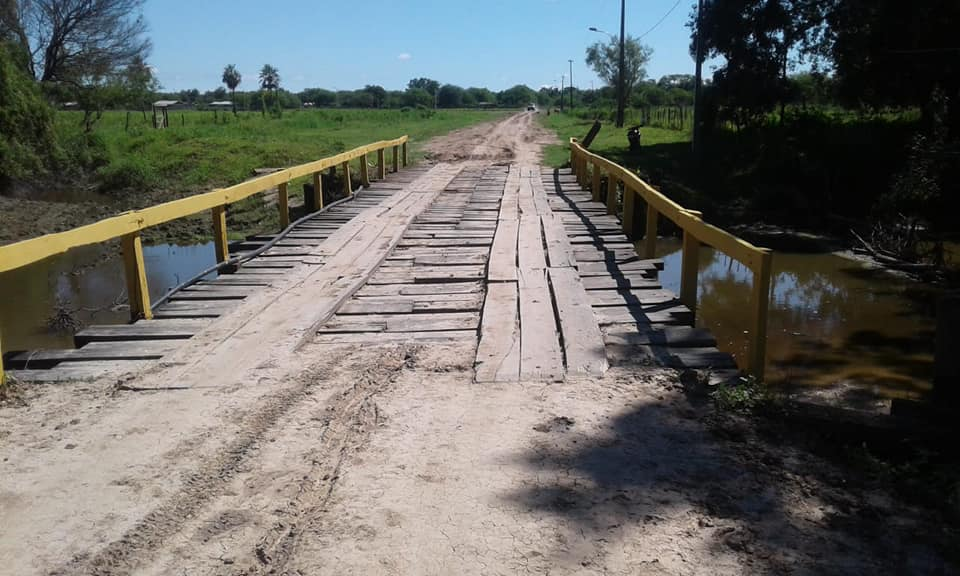
Puente sobre el Río Confuso para llegar al centro del pueblo.

## Toponimia
Recibe su nombre en honor a Pastor Pando, un joven cadete paraguayo de 18 años de edad del Regimiento de Infantería Nº 6, que murió el 17 de septiembre de 1932 en la Batalla de Boquerón, en el contexto de la Guerra del Chaco. Según relatan los sobrevivientes de su pelotón, Pando encabezó a su grupo hacia las trincheras del Fortín Boquerón sin detenerse, pero debido a su temeridad se alejó demasiado de su grupo y fue acorralado por varios soldados bolivianos, por lo que tuvo que usar su pistola hasta que se quedó sin balas, entonces sacó su cuchillo y siguió combatiendo sin retroceder en ningún momento, hasta que fue abatido y cayó en combate.  
Días después al término de la batalla y a pesar de las constantes búsquedas de sus compañeros, el cuerpo del cadete nunca fue encontrado.  
Otros relatos afirman, que luego de llegar cerca de las trincheras enemigas, Pando se puso de pie en medio del combate tratando de dar ejemplo a sus tropas y entonces recibió un balazo que le atravesó el corazón y lo mató al instante.
Sea como fuere, el Cadete Pastor Pando se convirtió en una de las primeras víctimas del conflicto y es recordado por su gran valentía, coraje y amor por su patria, a pesar de su corta edad.

## Historia
Desde el año 1905 Bolivia empezó a ocupar poco a poco el Chaco Boreal, que en ese entonces estaba en disputa con Paraguay, creando "fortines", que eran pequeños fuertes militares o puestos de avanzada.
Por lo que, Paraguay respondió también fundando sus propios fortines en los siguientes años, para contrarrestar el avance boliviano y marcar su presencia en la región.
Debido a esta situación, en la década de 1920, el ejército paraguayo fundó el Fortín Fiambrera, a unos 35 km al noreste de General Bruguez, que corresponde a la actual ubicación de la localidad.
Una vez finalizada la Guerra del Chaco (1932 - 1935) se cambió el nombre del Fortín Fiambrera por el de Fortín Cadete Pastor Pando, en homenaje al cadete paraguayo fallecido en el conflicto.
Recién en la década de los 60s los primeros civiles paraguayos se asentaron en la zona y fundaron una colonia ganadera en cercanías del Fortín Cadete Pastor Pando, dando así inicio al pueblo, ya que hasta entonces los únicos habitantes de la zona eran militares, misioneros e indígenas.
Desde el 20 de julio del 2008 la localidad de Pando forma parte del distrito de General Bruguez.

## Geografía
El poblado se ubica a ambas márgenes del río Confuso, aunque su centro urbano se encuentra en el margen izquierdo (oriental) del río. Al oeste y noroeste limita con el Fortín Caballero, al norte con la Comunidad Indígena San José ubicada sobre la ruta Ñ, al noreste y al este con la extensa zona rural de Benjamín Aceval, y al sureste con Cabo Olivorio Talavera (Ex Ninfa), al sur y suroeste con General Bruguez, respectivamente.
| Noroeste: Fortín Caballero | Norte: Comunidad Indígena San José | Nordeste: Benjamín Aceval       |
| Oeste: Fortín Caballero    |                                    | Este: Benjamín Aceval           |
| Suroeste: General Bruguez  | Sur: General Bruguez               | Sureste: Cabo Olivorio Talavera |

## Clima

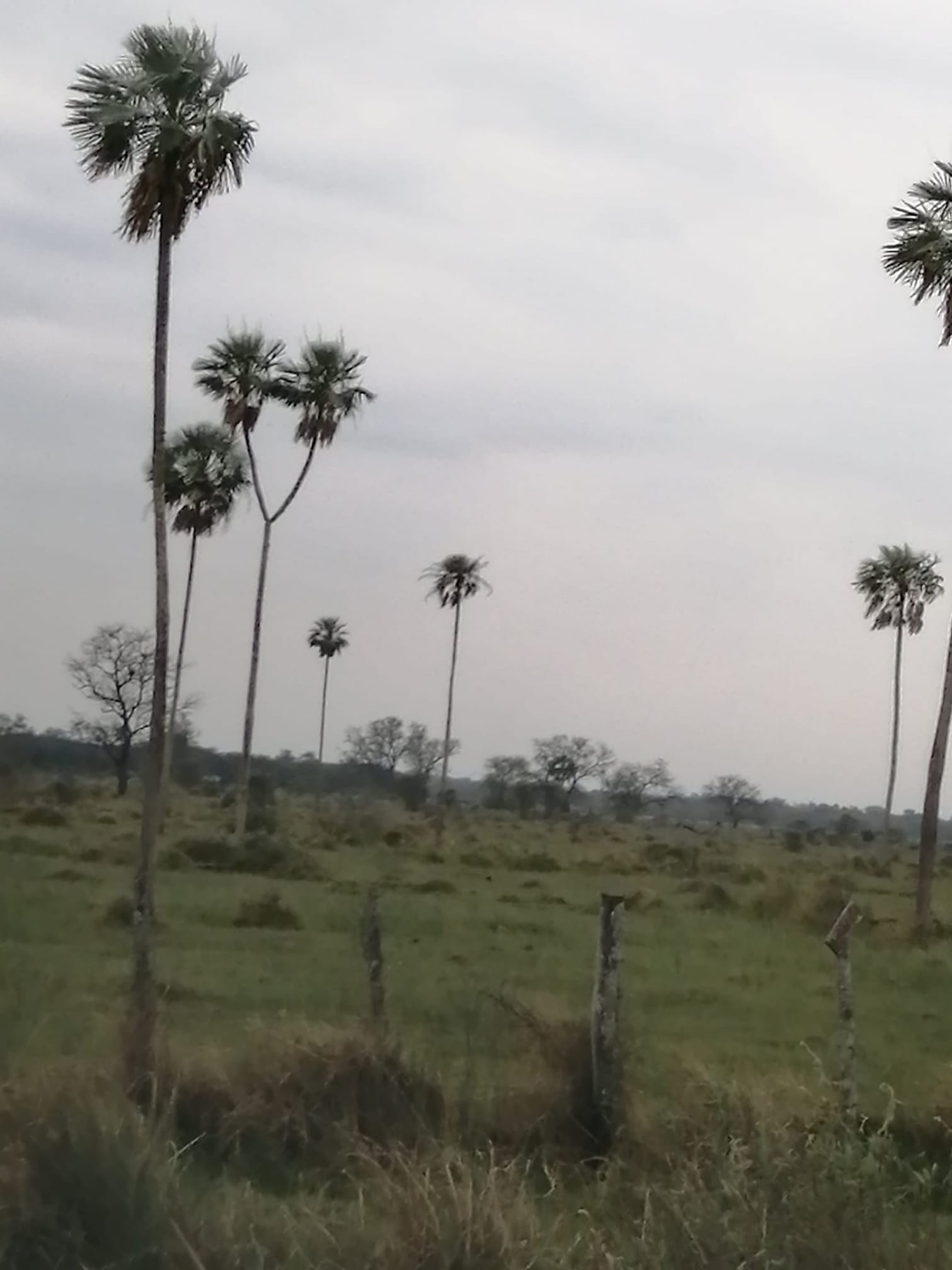
Paisaje típico de la zona, árbol de Karanda'y con doble palmera.

El clima de Cadete Pastor Pando se puede clasificar como tropical de sabana (Aw) según la clasificación climática de Köppen. Este tipo de clima presenta un invierno caracterizado por ser muy seco y un verano con ciertas lluvias. Las temperaturas pueden llegar hasta los 43 °C como máximo en verano y a los -5 °C como mínimo en invierno. Siendo la temperatura media de unos 28 °C. 

## Infraestructura
En la actualidad, la localidad posee una infraestructura pobre y deficiente, viéndose afectada frecuentemente por los desbordes del Río Confuso en épocas de lluvia, esto también hace que los caminos de la zona, que son en su mayoría de tierra se vuelvan intransitables, haciendo que la vida de los pobladores sea bastante complicada, ya que en muchas ocasiones se quedan prácticamente aislados de otras comunidades.
El poblado cuenta con algunas instituciones públicas, como: un registro civil, una escuela primaria, un colegio secundario, un puesto de salud, un juzgado de paz y una oficina de servicios de salud animal.

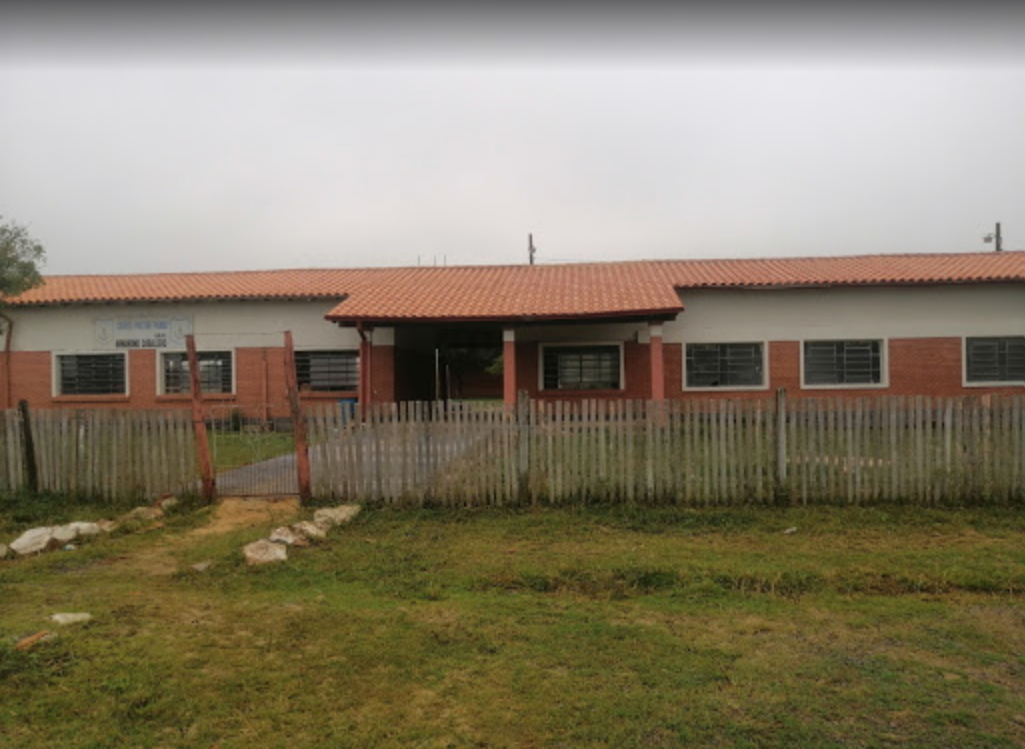
Colegio en Cadete Pastor Pando.

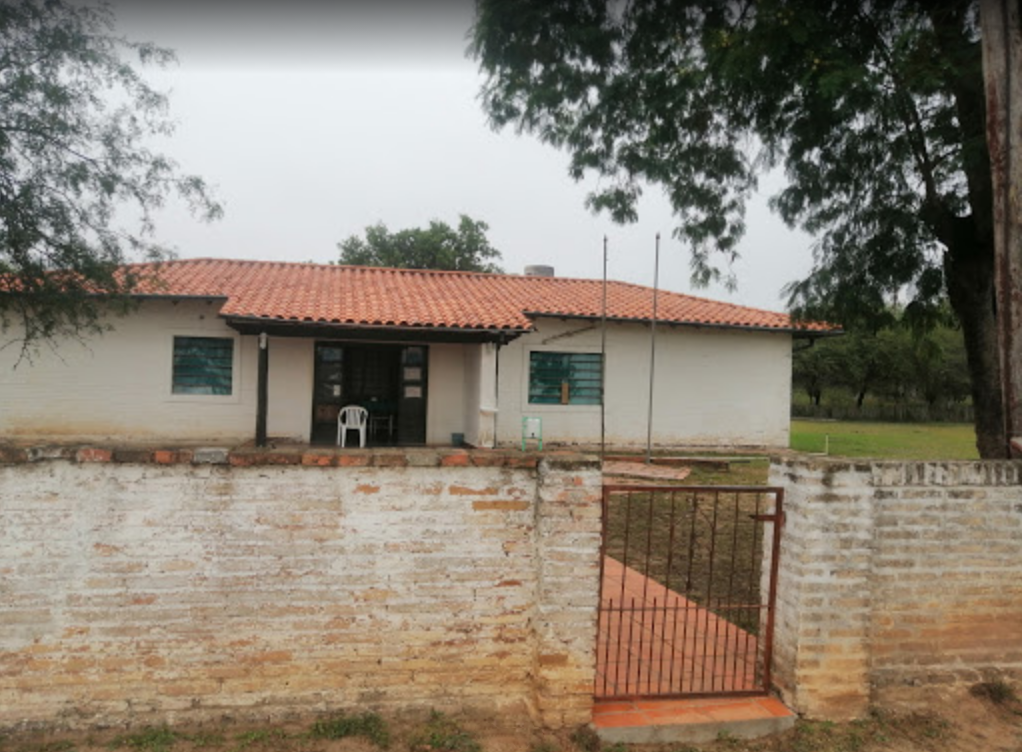
Puesto de salud de la localidad.

También cuenta con algunos negocios privados para satisfacer las necesidades de sus habitantes, como despensas, talleres mecánicos y locales de comida.
El lugar posee también una iglesia católica, y una pequeña pista de aterrizaje de tierra de unos 800 metros de longitud, para el transporte aéreo civil y militar en casos de emergencia.
Se espera que con el asfaltado de la ruta PY12, que llegará hasta General Bruguez para fines de 2026, la zona de Pando también se beneficiará indirectamente, ya que sus habitantes contarán con una mejor conectividad con el resto del país.